# Idalus mossi
Idalus mossi là một loài bướm đêm thuộc phân họ Arctiinae, họ Erebidae.